# Хойсін (соус)
Соус хойсін — густий ароматний соус, який зазвичай використовують в китайській кухні як приправу до м'яса, інгредієнт смаження з перемішуванням, або як соус для дипінгу. Він темного кольору на вигляд і солодко-солоний на смак. Хоча залежно від регіону склад соусу може змінюватися, зазвичай хойсін містить соєві боби, фенхель, червоний перець і часник. Також зазвичай додають оцет, суміш п'яти спецій і цукор.

## Назва
Слово хойсін (海鮮, Кантонською: hoi2 sin1 Мандаринською: кит.: hǎixiān) у китайській мові характерне для морепродуктів, хоча в соусі немає інгредієнтів з морського походження — причиною назви соусу «хойсін» було те, що його зазвичай додавали до страв з морепродуктів.

## Інгредієнти
Ключовим інгредієнтом соусу хойсін є ферментована соєва паста.
Інгредієнти пекінської варіації соусу включають крохмаль, наприклад, із солодкої картоплі, пшениці та рису, а також воду, цукор, сою, кунжут, білий дистильований оцет, сіль, часник, червоний перець та іноді консерванти чи харчові барвники. Традиційно соус хойсін готують з використанням підсмаженого пюре з сої. Незважаючи на буквальне значення, соус не містить морепродуктів, а також його зазвичай не використовують з ними.

## Використання у регіональній кухні

### Китайська кухня
У китайській кухні соус хойсін використовується в кантонській кухні як соус для маринування м'яса або як соус для дипування морепродуктів.
Соус хойсін можна використовуватися як соус для маринування м'яса, наприклад, свинини барбекю.
Соус хойсін може використовуватися як соус для дипування пекінської качки, салату, а також парових або смажених рулетів із рисової локшини.
Соус хойсін може використовуватися як соус для дипування в інших стравах некантонської кухні, таких як свинина мо-шу.

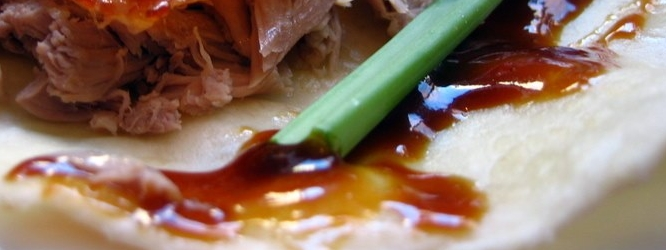
Пекінська качка з соусом хойсін
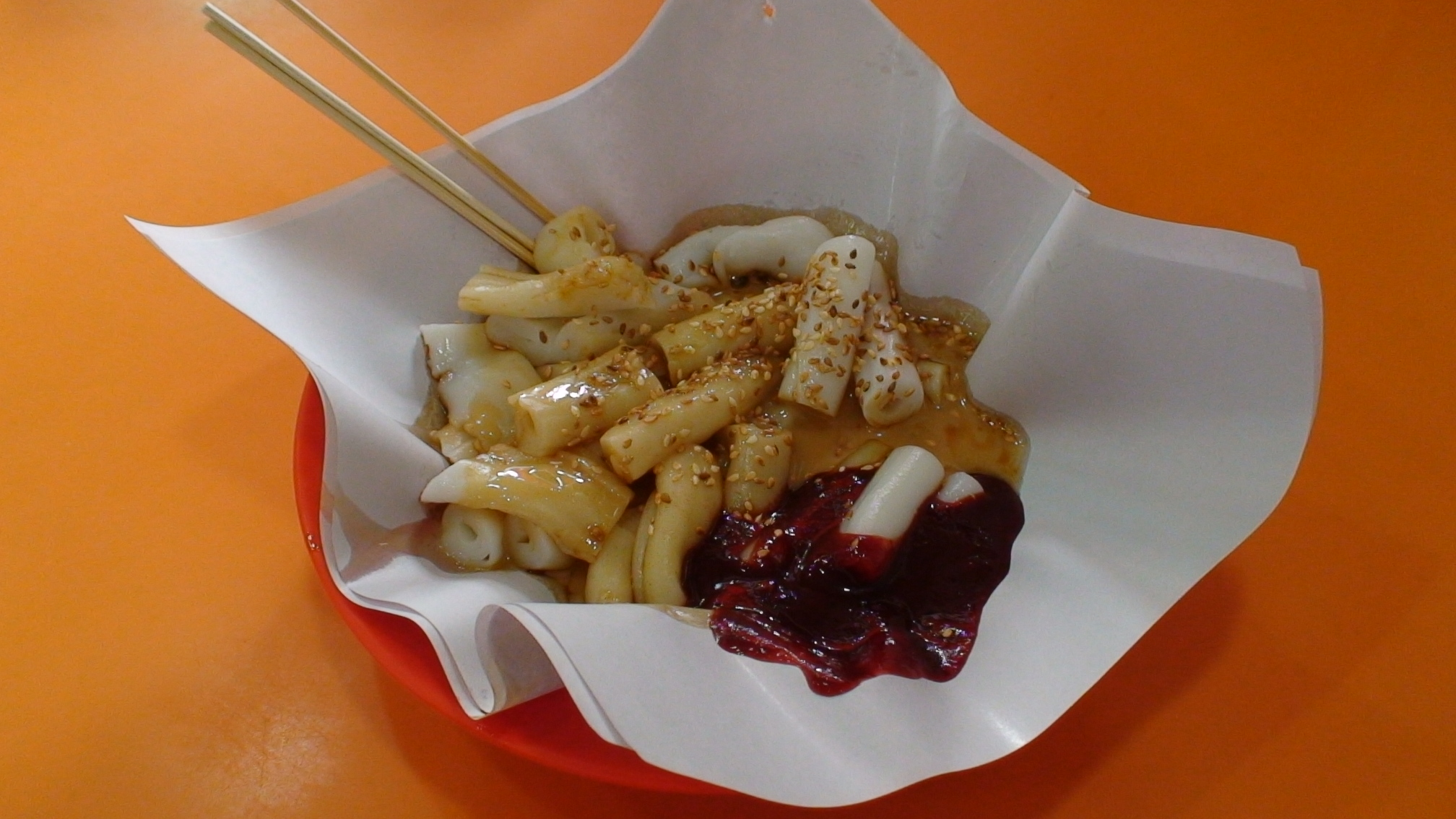
Прості рулети із рисової локшини із соусом хойсін та кунжутним соусом

### В'єтнамська кухня
У В'єтнамі соусі хойсін називають «чорний соус» (в'єт. tương đen). Він є популярною смаковою добавкою до в'єтнамського супу з локшиною фо, що популярний на півдні В'єтнаму. Соус можна безпосередньо додати в миску з фо за столом, або використовувати його для дипування м'яса, що входить у фо. У супі соус хойсін зазвичай поєднують із соусом срірача або «tương đỏ» (укр. червоний соус). Соус з хойсін також використовується для приготування соусу для в’єтнамського спрінг-роллу та інших подібних страв. У кулінарії його можна використовувати для глазурування смаженої на вогні курки.